# Horville-en-Ornois
Horville-en-Ornois – miejscowość i gmina we Francji, w regionie Grand Est, w departamencie Moza.
Według danych na rok 1990 gminę zamieszkiwało 58 osób, a gęstość zaludnienia wynosiła 8 osób/km² (wśród 2335 gmin Lotaryngii Horville-en-Ornois plasuje się na 987. miejscu pod względem liczby ludności, natomiast pod względem powierzchni na miejscu 812.).